# Mariano Chiesa
Mariano Walter Chiesa (Buenos Aires, 19 de mayo de 1981) es un actor, locutor, actor de doblaje, cantante y presentador argentino.

## Carrera
Hijo de la actriz y cantante Simonette, comenzó sus trabajo en el medio de comunicación en el año 2001. Compuso las voces de los mosquitos y bichos de Raid que se ven en cada una de sus publicidades, al igual que las voces de las galletitas Pepitos, el pájaro de Twistos y la voz institucional de marcas como Axe, Personal, Quilmes, Ole, Frávega, Aquarius, la revista Billiken y empresas como Arcor, Coca Cola y Motorola.
Chiesa también fue el locutor y partener de Fernando Peña, compartiendo el aire de su programa durante 3 años y fue también la voz institucional de los programas de Elizabeth ¨La Negra¨ Vernaci en FM Rock and Pop, Radio Portátil y Tarde negra. Actualmente es la voz institucional de las internacionalmente conocidas empresas, Cris Morenas Group, Sony Channel (Latinoamérica) y así mismo fue el canal MuchMusic que cerró en febrero de 2024.
En 2004 comenzó sus trabajos como actor protagónico, en films animados El Ratón Pérez (película), El arca, Isidoro: la película, Boogie, el aceitoso (película) y High School Musical, bajo el rol de Ryan. Pero fue en el 2006, cuando Mariano comenzó a incursionar en el teatro como actor de voces y productor en la obra teatral Los Padrinos Mágicos en el Teatro Gran Rex. Luego de esa obra, siguió con LazyTown I y II, en el Teatro Ópera. Luego con otras puestas infantiles como The Backyardigans, Cartoonival de Cartoon Network (Latinoamérica), donde Mariano también desarrolló su trabajo como director de voces y actor. Uno de los mayores éxitos en el ámbito teatral infantil llegó de la mano de Barney y sus amigos, a quien Mariano también interpreta con su voz.
En el 2009 fue convocado por el famoso dibujante Cristian Gustavo Dzwonik  para ser la voz de su famoso personaje Gaturro en su primera película animada. También participó en varias ocasiones en grabaciones como conductor para programas de televisión, en ese año también prestó su voz para algunas canciones del CD número 3 de 100% Lucha haciendo las canciones de diversos personajes como con el viento en la cara (Vicente Viloni), combato por tu cuore (Fabrizzio Delmonico) entre otros.
En 2021 fue nominado al Premio Konex en el rubro Intérprete Masculino de Musical.

## Televisión
| Año         | Ficción o Programa         | Canal                       | Personaje            |
| ----------- | -------------------------- | --------------------------- | -------------------- |
| 2006        | Power Rangers Mystic Force | Jetix                       | Xander (Green Ranger |
| 2011 - 2015 | Veloz mente                | Discovery Kids              | El mismo (conductor) |
| 2011 - 2014 | Ases al Volante (YPF)      | Canales de Cable Publicidad | Robot 1              |
| 2017 - 2019 | Kally's Mashup             | Nickelodeon                 | Miguel (Mike) Ponce  |
| 2019        | Monzón                     | Space                       | Tito Lectoure        |

## Cine
| Año  | Película                              | Personaje                                                   | Director                            | Notas |
| ---- | ------------------------------------- | ----------------------------------------------------------- | ----------------------------------- | ----- |
| 2006 | El Ratón Pérez                        | Cdte. Permanencio Fugaz                                     | Juan Pablo Buscarini                | Voz   |
| 2007 | Isidoro: La película                  | Leandro Maldonado                                           | José Luis Massa                     | Voz   |
| 2007 | El Arca                               | Xiro                                                        | Juan Pablo Buscarini                | Voz   |
| 2008 | La leyenda                            | Narrador de picadas                                         | Sebastián Pivotto                   | Voz   |
| 2009 | Boogie, el aceitoso                   | Fiscal/Matón 1 Blackburn/Matón 2 Blackburn/Locutor de Radio | Gustavo Cova                        | Voces |
| 2010 | Gaturro: la película                  | Gaturro                                                     | Gustavo Cova                        | Voz   |
| 2012 | Domingo de Ramos                      | Loro Jeremías                                               | José Glusman                        | Voz   |
| 2012 | Selkirk, el verdadero Robinson Crusoe | Bullock/Lordy                                               | Walter Tournier                     | Voces |
| 2015 | Locos sueltos en el zoo               | Jirafa/Mandril/Monito/Osos/Llamas                           | Luis Barros                         | Voces |
| 2022 | El Gato con Botas: el último deseo    | Bebé Oso/Bebé                                               | Lalo Garza                          | Voces |
| 2022 | El paraíso                            | Aaron Abramov                                               | Fernando Sirianni y Federico Breser | Voz   |